# Castello di Hradec nad Moravicí
Il castello di Hradec nad Moravicí (in ceco Zámek Hradec nad Moravicí) si trova nell'omonimo comune del Distretto di Opava nella Regione di Moravia-Slesia, Repubblica Ceca. Il complesso neogotico è di grande interesse storico, culturale ed architettonico e la sua storia inizia nel XIII secolo.

## Storia

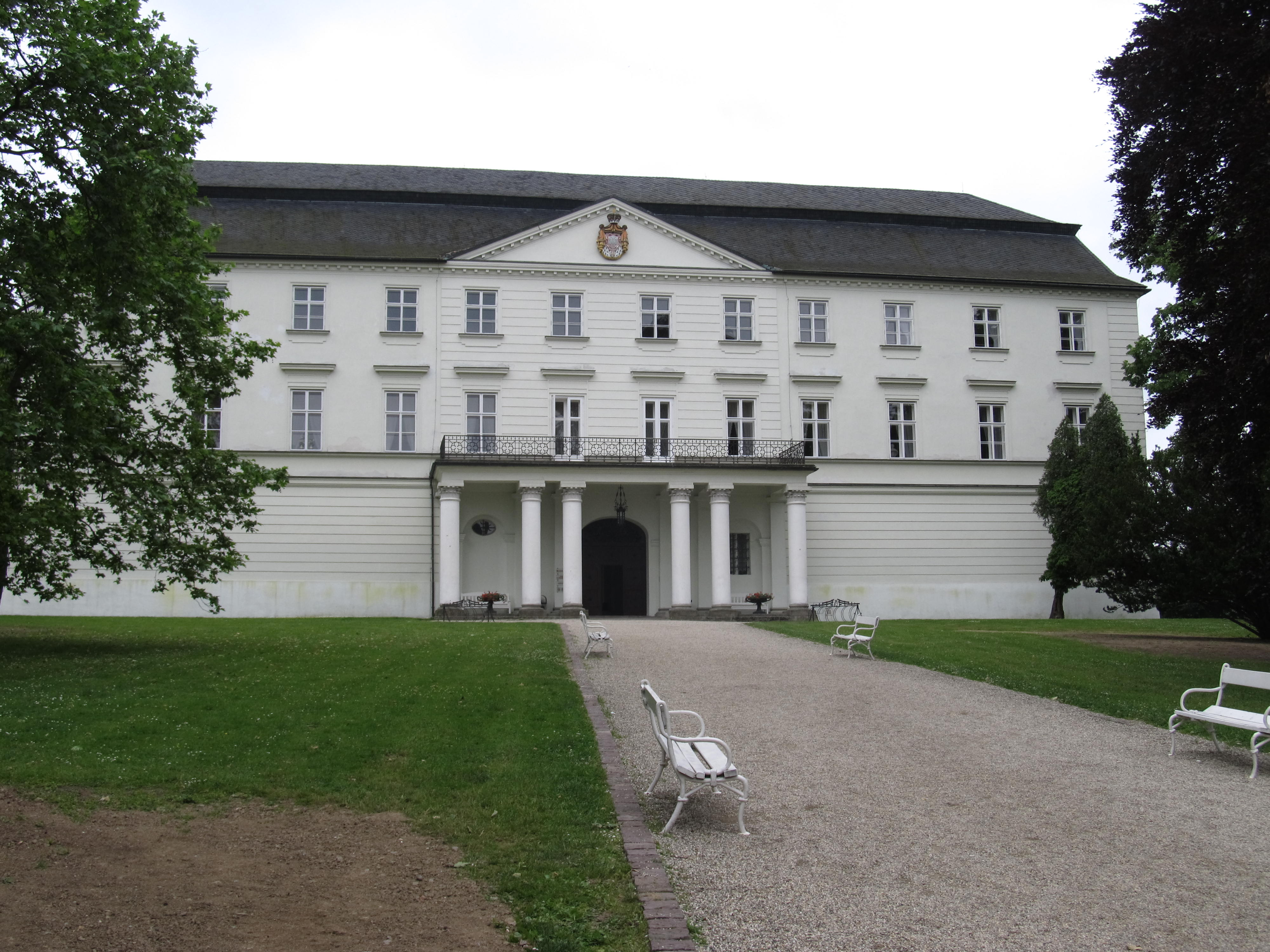
Castello Bianco

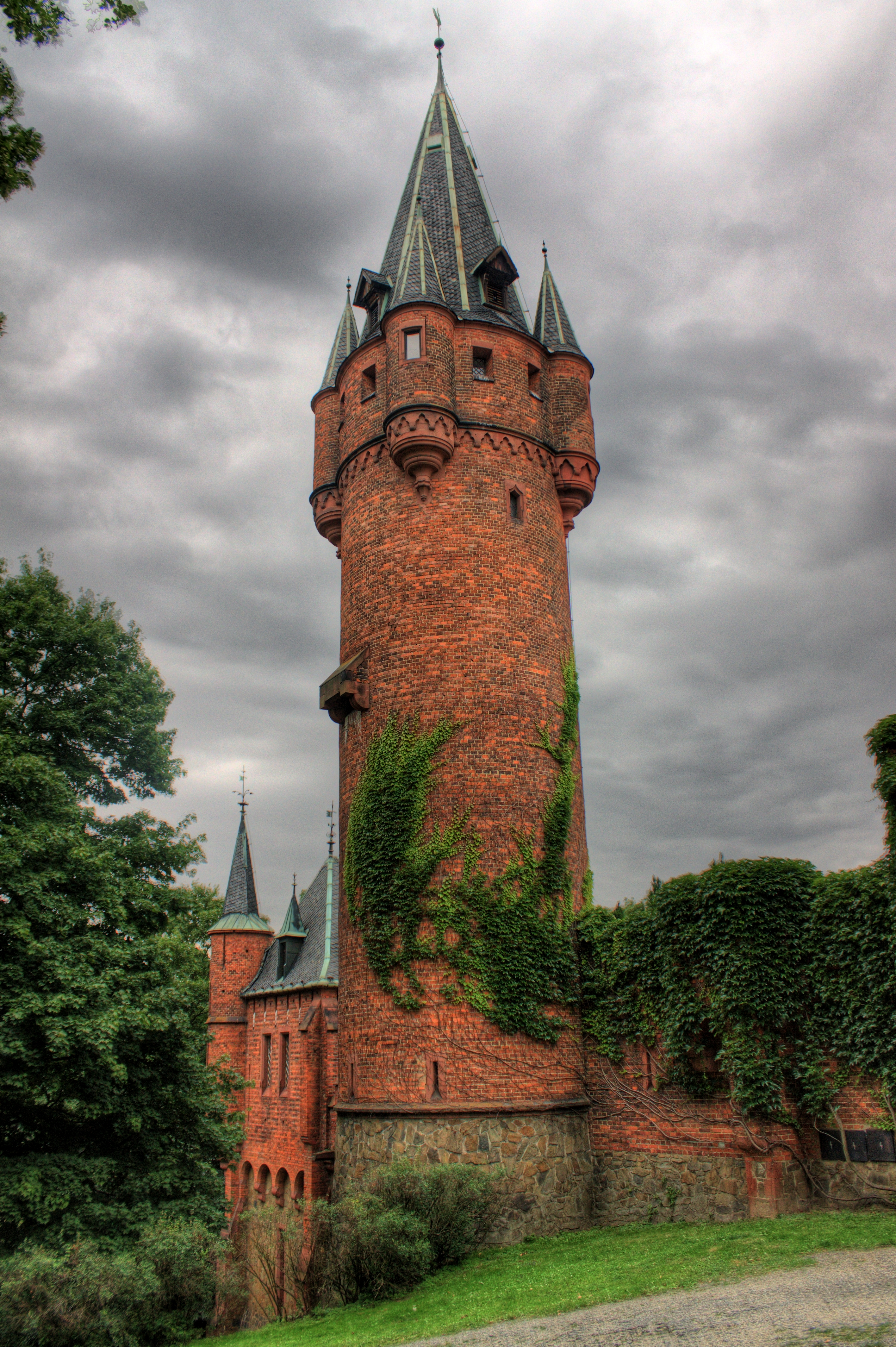
Torre dell'orologio

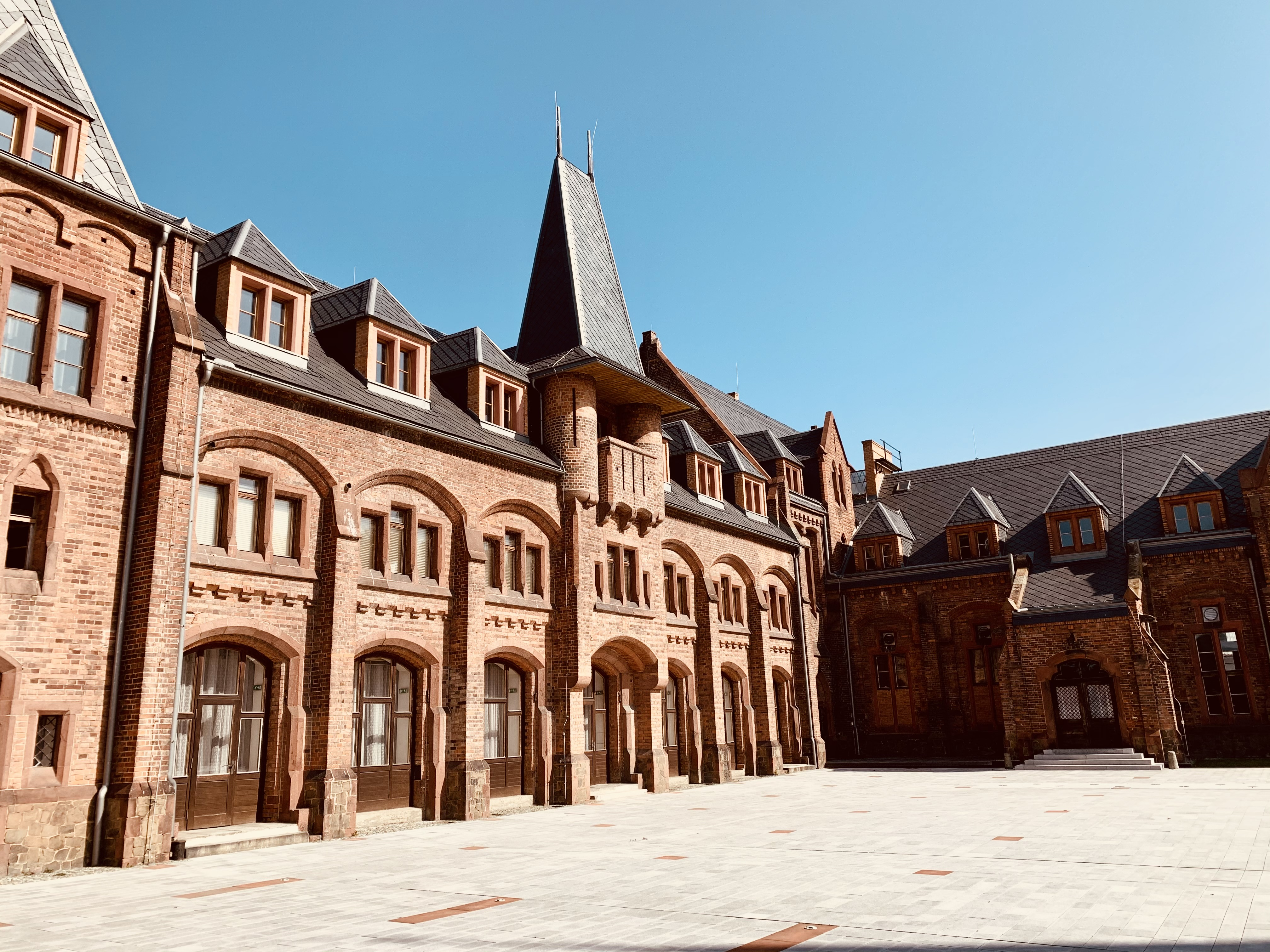
Castello Rosso

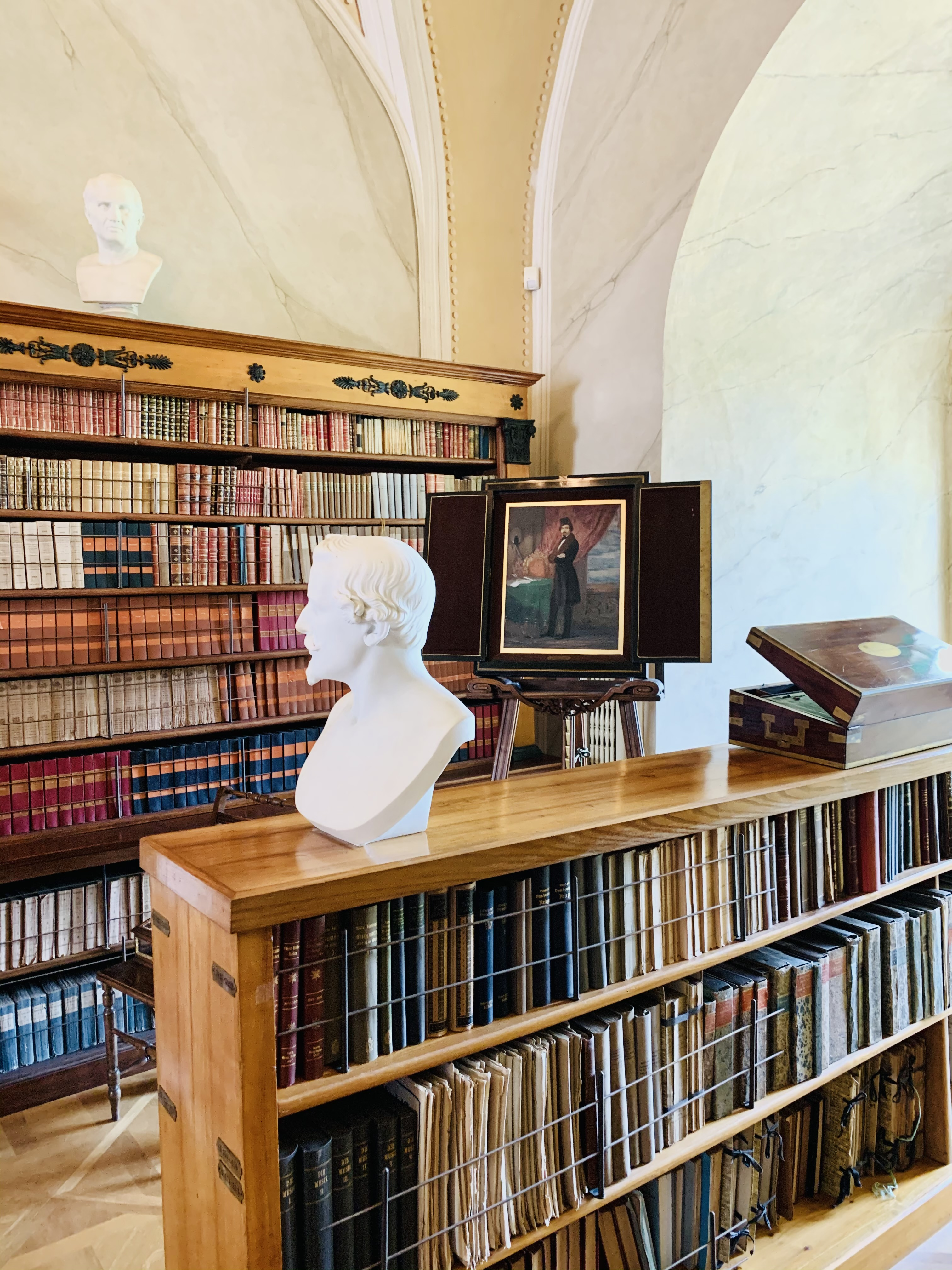
Sala interna della biblioteca

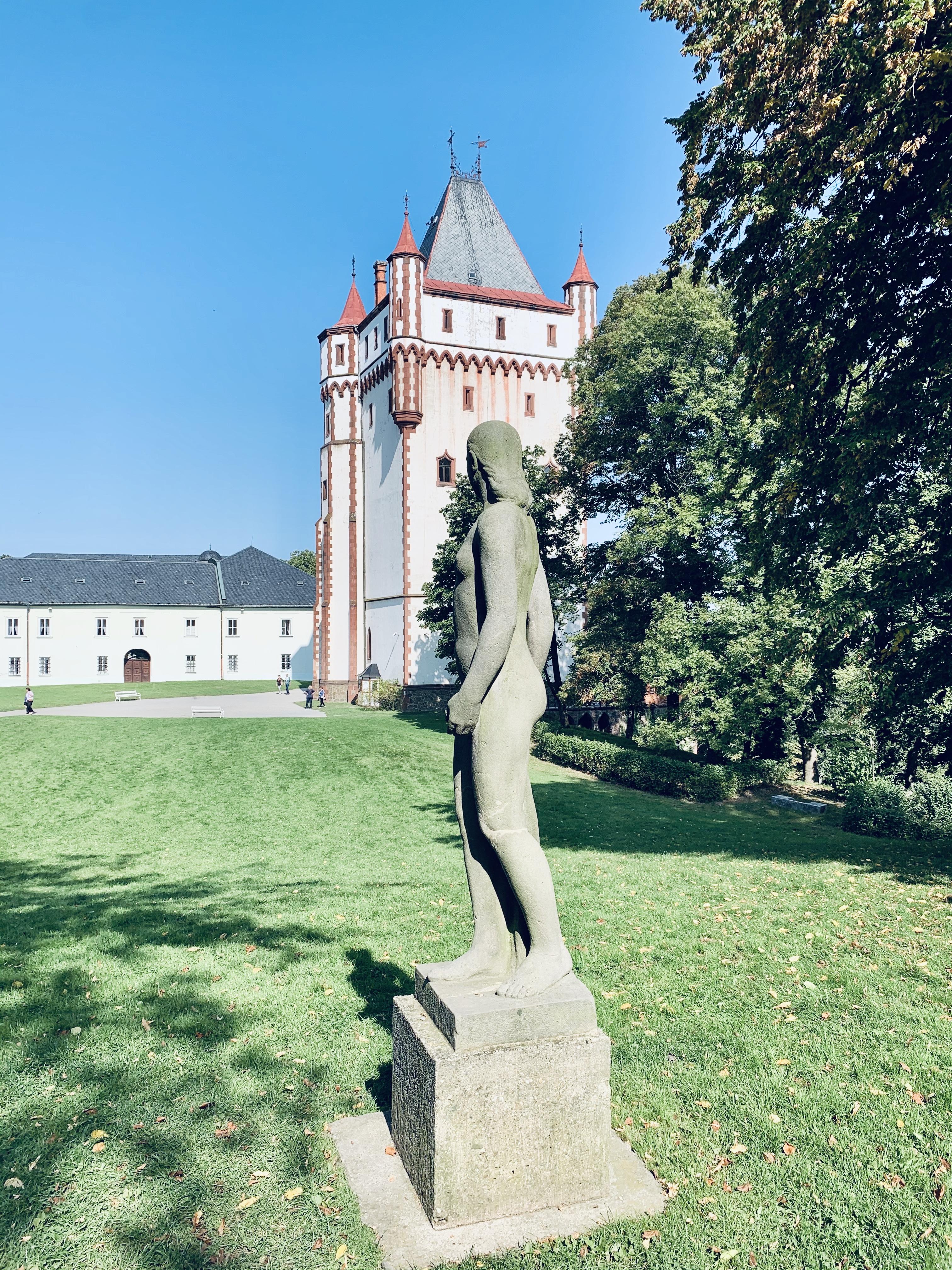
Angolo del parco

Il sito intorno al castello era abitato già molto prima del periodo romano e lo sviluppo della località iniziò con un insediamento slavo. La prima fortezza che si trovava sul territorio venne distrutta da un incendio nel XIII secolo e fu per decisione di Ottocaro II di Boemia che si iniziò subito la costruzione di un nuovo ed imponente castello gotico circondato da moderne fortificazioni. Nel XIV secolo divenne un centro amministrativo del Ducato di Troppau. Dall'inizio del XVI secolo passò nelle mani di diversi feudatari, l'ultimo dei quali fu Kaspar Pruskovsky di Pruskov che nel 1585 lo ereditò. Pruskovsky iniziò la sua ricostruzione din forme rinascimentali con un giardino e un grande parco. La nuova residenza, elegante e accogliente, la rese sede ideale per concerti e spettacoli. Nel 1778 passò alla famiglia prussiana dei Lichnowsky che all'inizio del XIX secolo, dopo l'incendio del 1796, decise la sua ristrutturazione in stile impero. Nella seconda metà del secolo successivo fu deciso l'ampliamento del complesso originario, il Castello Bianco,  con il neogotico Castello Rosso, dotato di con scuderie, ricoveri per carrozze e altre strutture. Il vecchio sistema di fortificazione venne demolito e i pendii furono livellati. Fu aggiunta in quel periodo l'ultima costruzione del complesso, la Torre Bianca. Nel corso dei secoli il castello ha ospitato numerose personalità del mondo della cultura e della musica, tra questi Ludwig van Beethoven, Franz Liszt, Josef Mánes, Wolfgang Amadeus Mozart, Gerhart Hauptmann e vari altri. Nel maggio 1945 il maniero fu confiscato dallo Stato cecoslovacco e fu aperto al pubblico. Successivamente chiuso per essere restaurato, è stato nuovamente aperto nel 1996.

## Descrizione
Il castello si trova a Hradec nad Moravicí comune della Regione di Moravia-Slesia, Repubblica Ceca, breve distanza dal castello di Raduň. L'enorme complesso comprende:
- il castello Bianco, a quattro ali, ricostruzione del primitivo castello gotico-rinascimentale
- il castello Rosso, costruito alla fine del XIX secolo in mattoni non intonacati con pianta ad L
- la torre Bianca, a base prismatica con torretta angolare poligonale, sorge nei pressi del cosiddetto Castello Bianco. All'inizio del XX secolo ha funzionato per qualche tempo come serbatoio idrico
- la torre dell'orologio, a cinque piani con pianta rotonda e in muratura faccia vista, posta sul lato sud del cortile del castello Rosso.
- la cappella
- la cinta muraria in muratura bugnata con monumentale porta d'ingresso a tre torri, adiacente all'edificio del castello Rosso
- il parco

Il castello conserva ricche collezioni artistiche, una biblioteca con più di 15.000 volumi ed è il più grande complesso castellano della Regione di Moravia-Slesia.
Il castello è conosciuto come un importante centro musicale dove ogni anno si svolgono numerosi eventi e in particolare il concorso internazionale noto come Hradec di Beethoven.

### Monumento culturale della Repubblica Ceca
La tutela dei monumenti della Repubblica Ceca considera il complesso del castello di Hradec nad Moravicí un monumento culturale tutelato col numero di catalogo 1000151672.